# ダマーヴァンド山

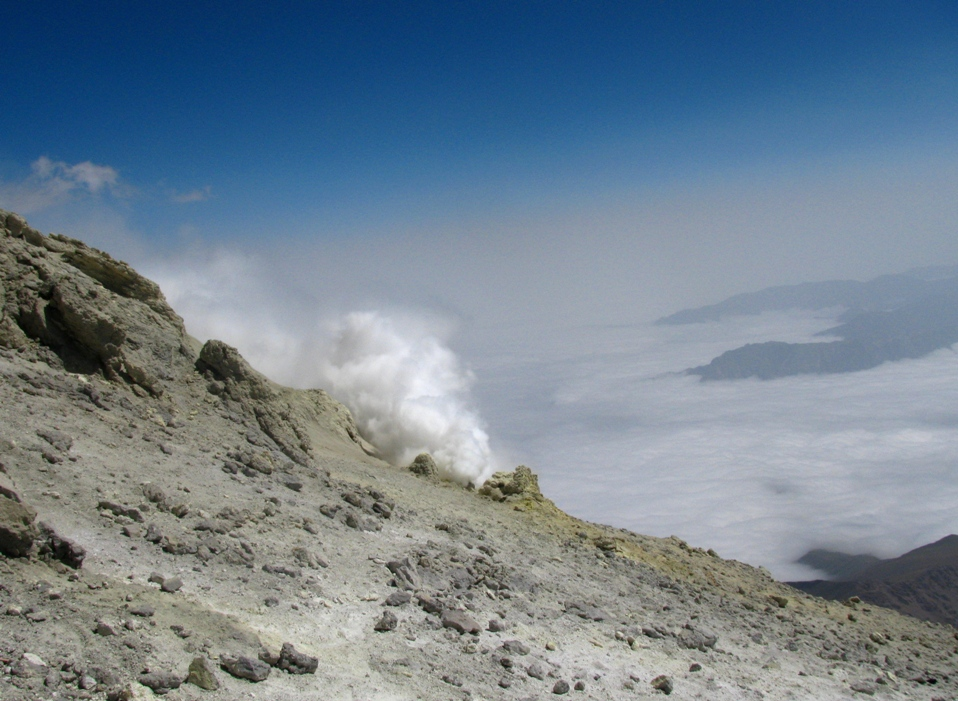
ダマーヴァンド山頂付近の噴気孔（2009年）

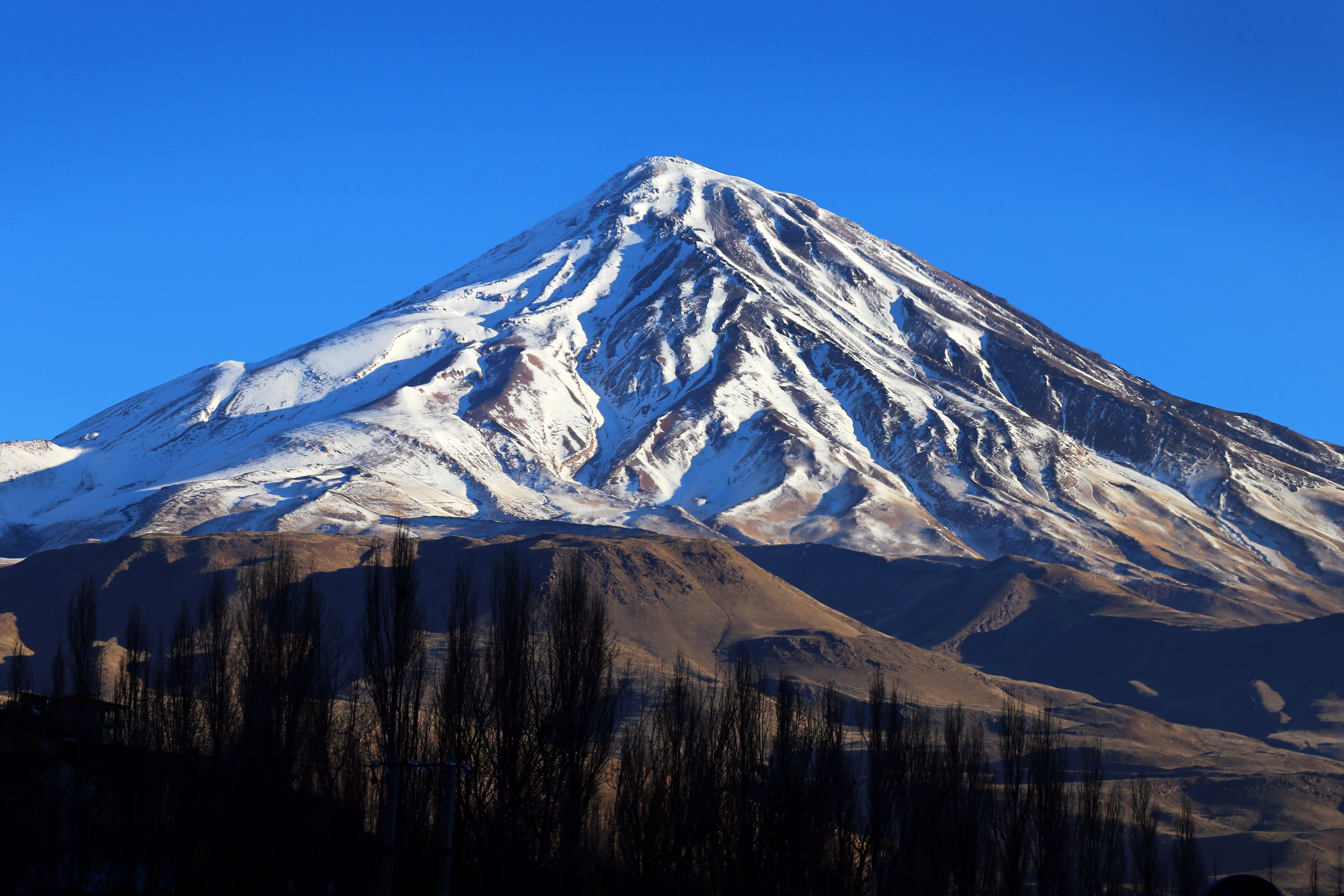
Adding an image

ダマーヴァンド山（ダマーヴァンドさん、ペルシア語: دماوند - Damāvand) は、イランの火山である。活火山であり、噴気孔が活動している。ダマバンド山とも表記される。アルボルズ山脈中部にあり、標高は5,610m、イランの最高峰であり、アジアで最も高い火山である。カスピ海の南岸から約70㎞南、そしてテヘランの北東66kmに位置する。この山に最も近い主要な都市はその南に位置するレイネ（Rineh、رینه）である。
イランにおける伝説や神話を持ち、特別な場所とされる山。また、羊飼いたちによって千年以上も前から登られた山である。

## 登山
この山には少なくとも16もの登山ルートがあり、難易度もさまざまである。
夏には雪が少なく、簡単なルートならば登頂するのに特別な技術は必要ない。
905年にアブー・ドラフ・カズラジが初登頂したとされる。1837年にイギリス人探検家のW.T.トムソンがヨーロッパ人として初めて登頂した。

## ギャラリー

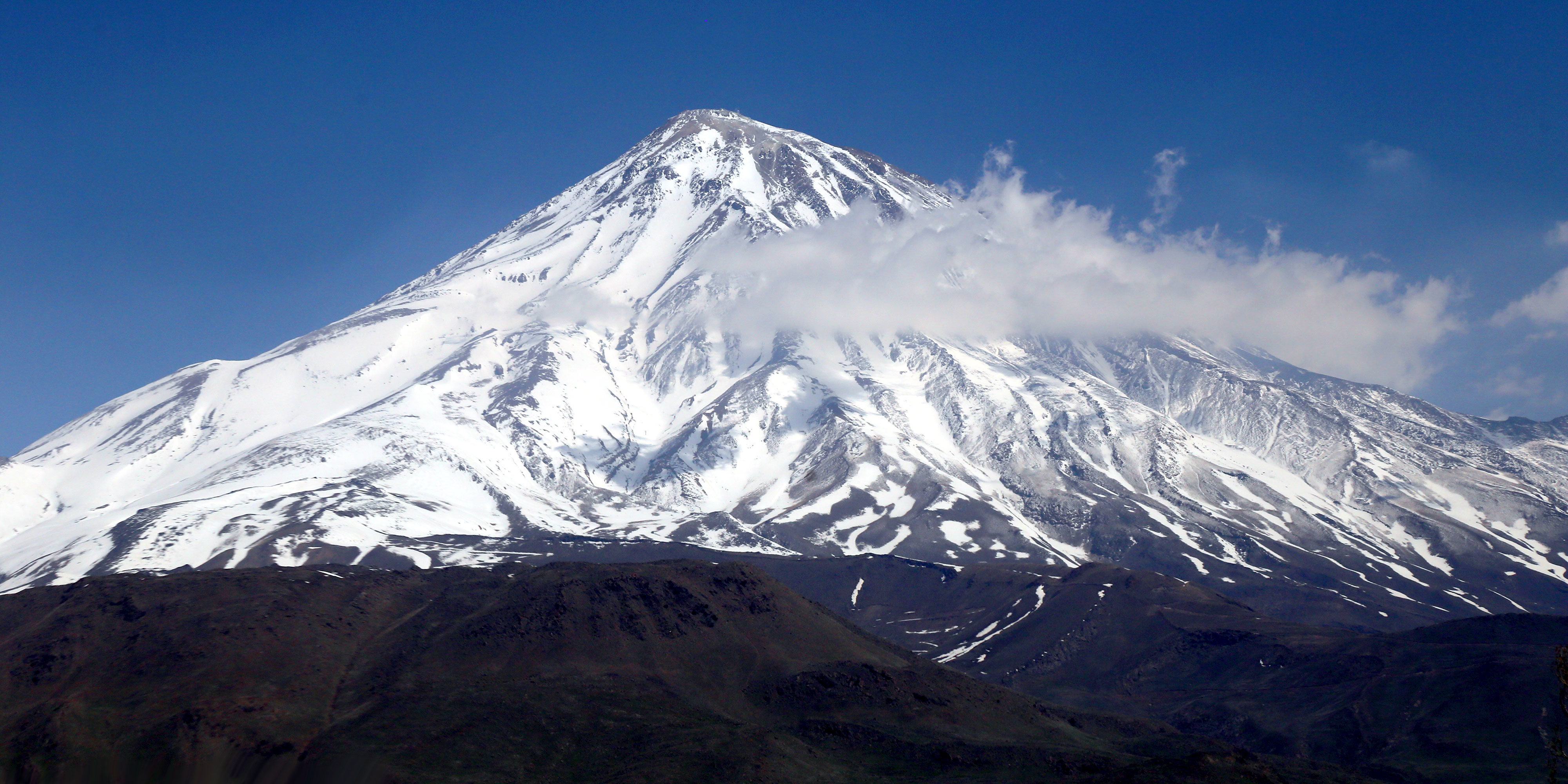
ダマヴァンド山、ポーランド地方
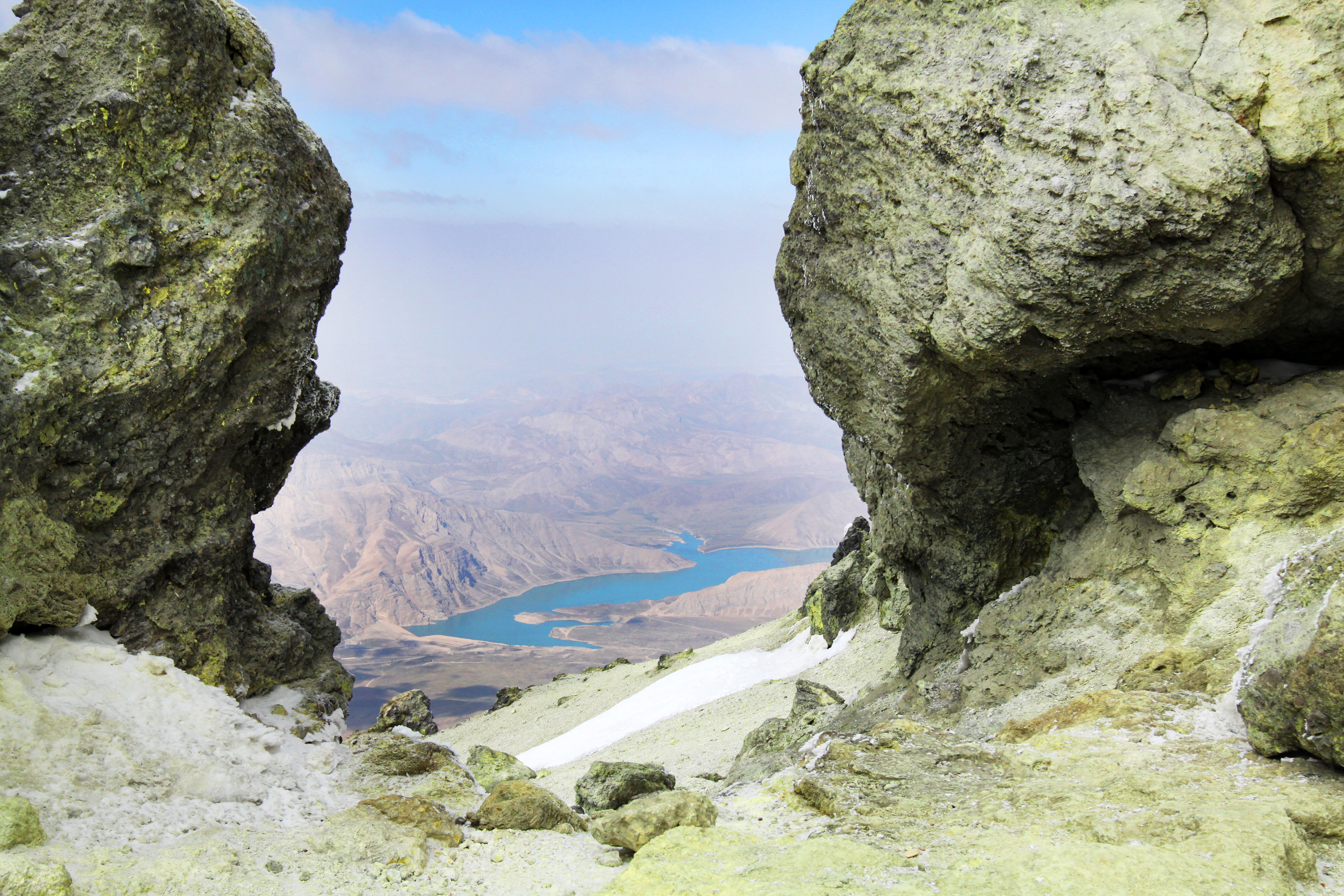
ダマヴァンド山頂、5610m
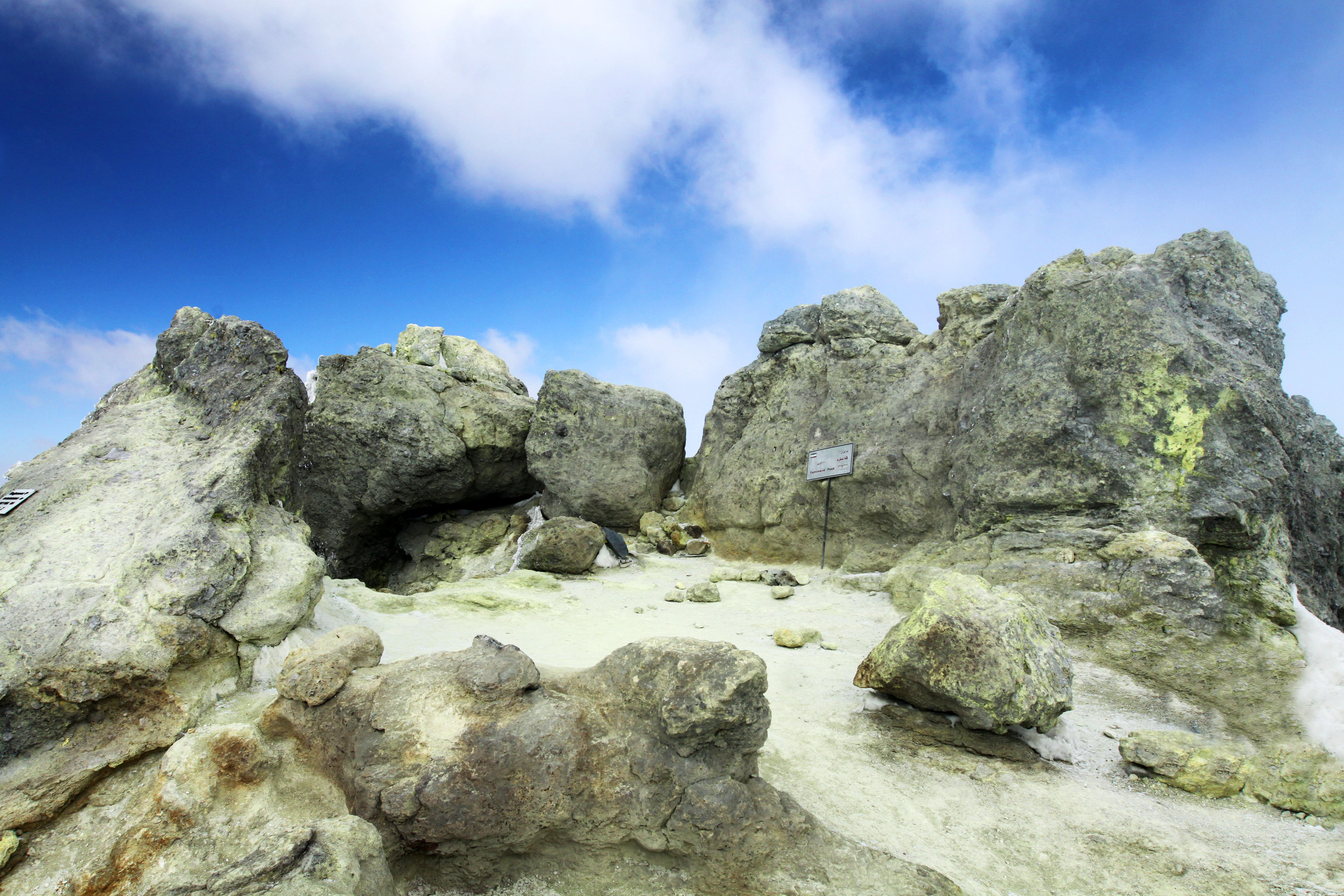
ダマヴァンド山頂、5610m
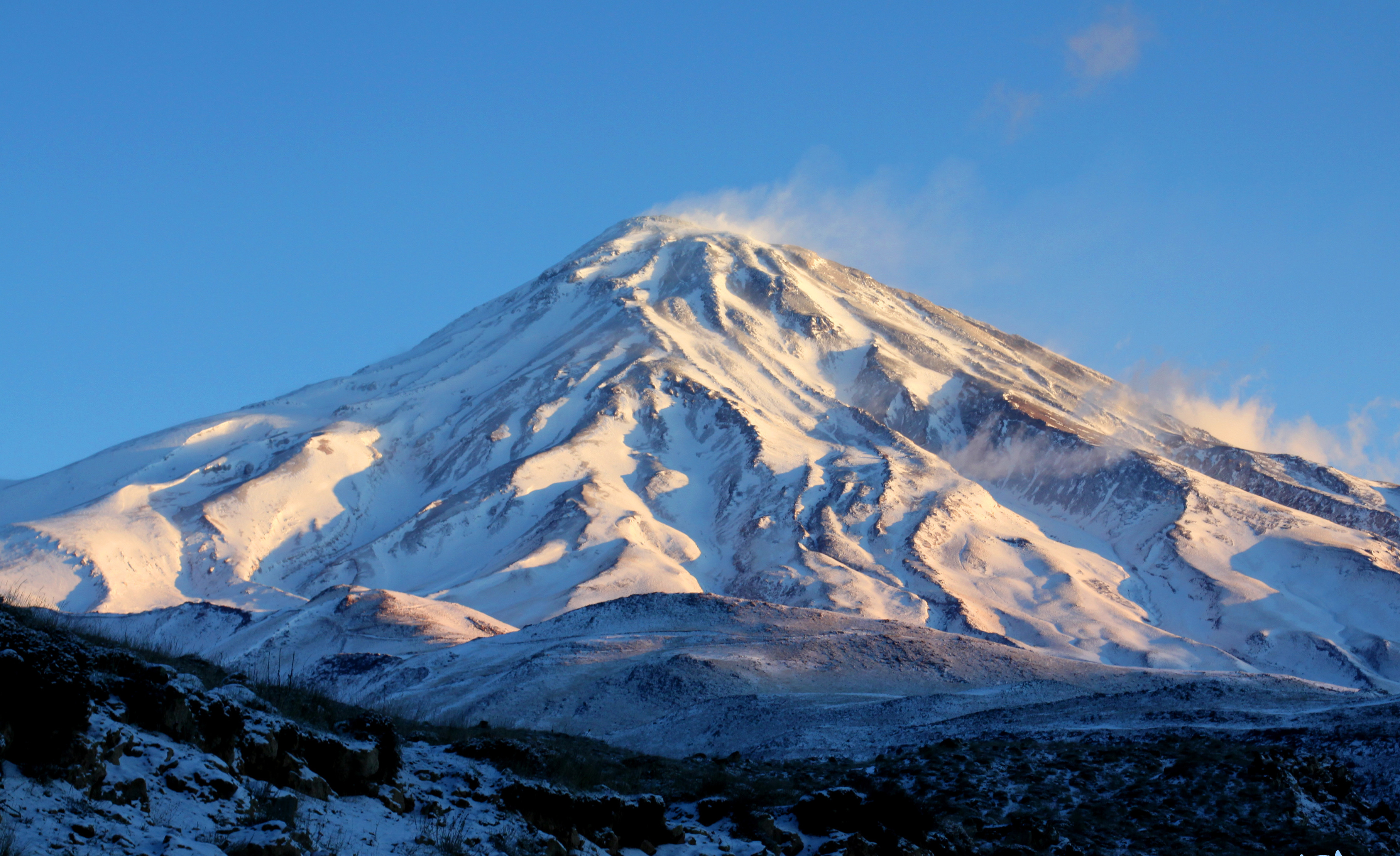
ダマヴァンド山、冬
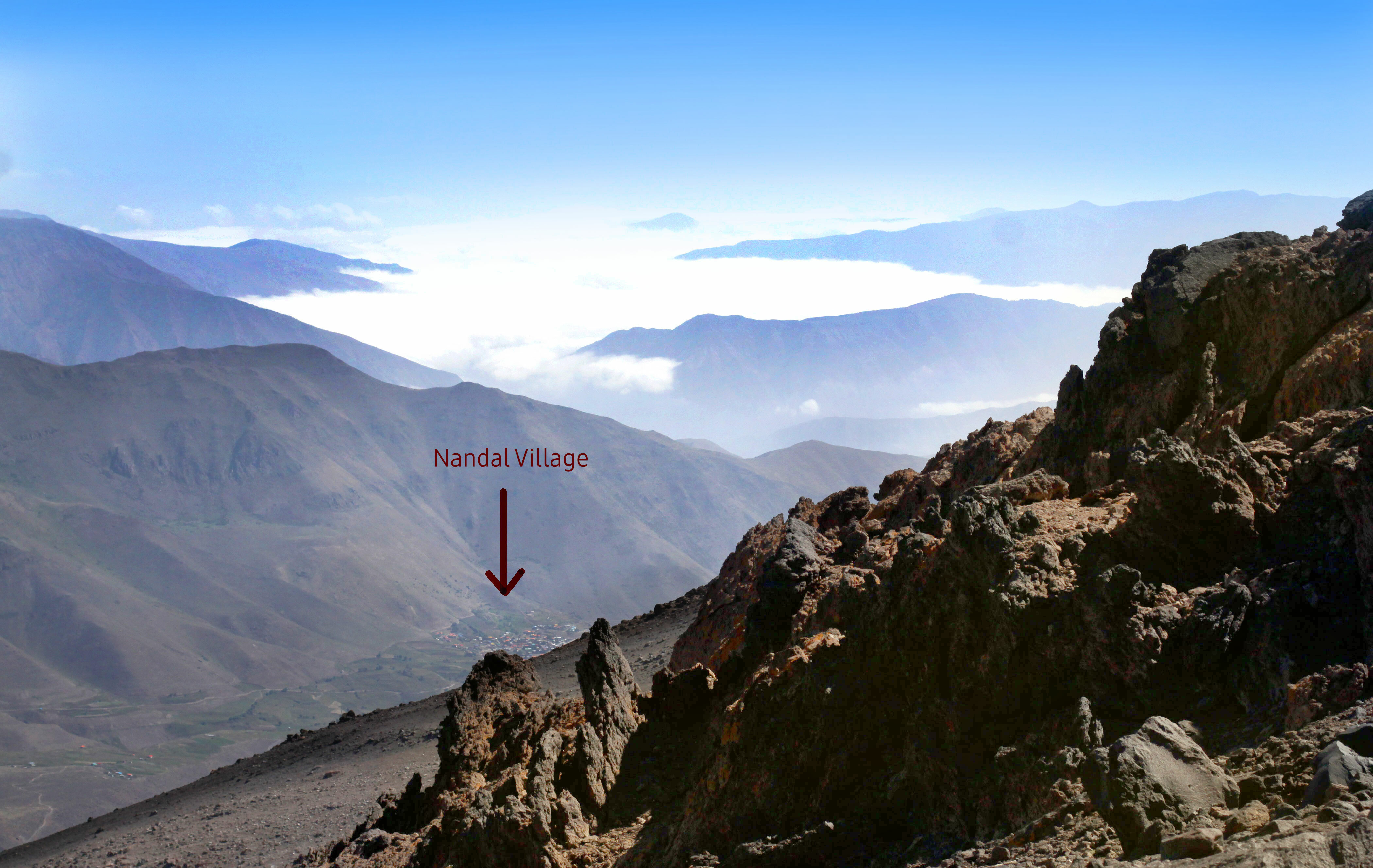
ダマヴァンド山、北西側
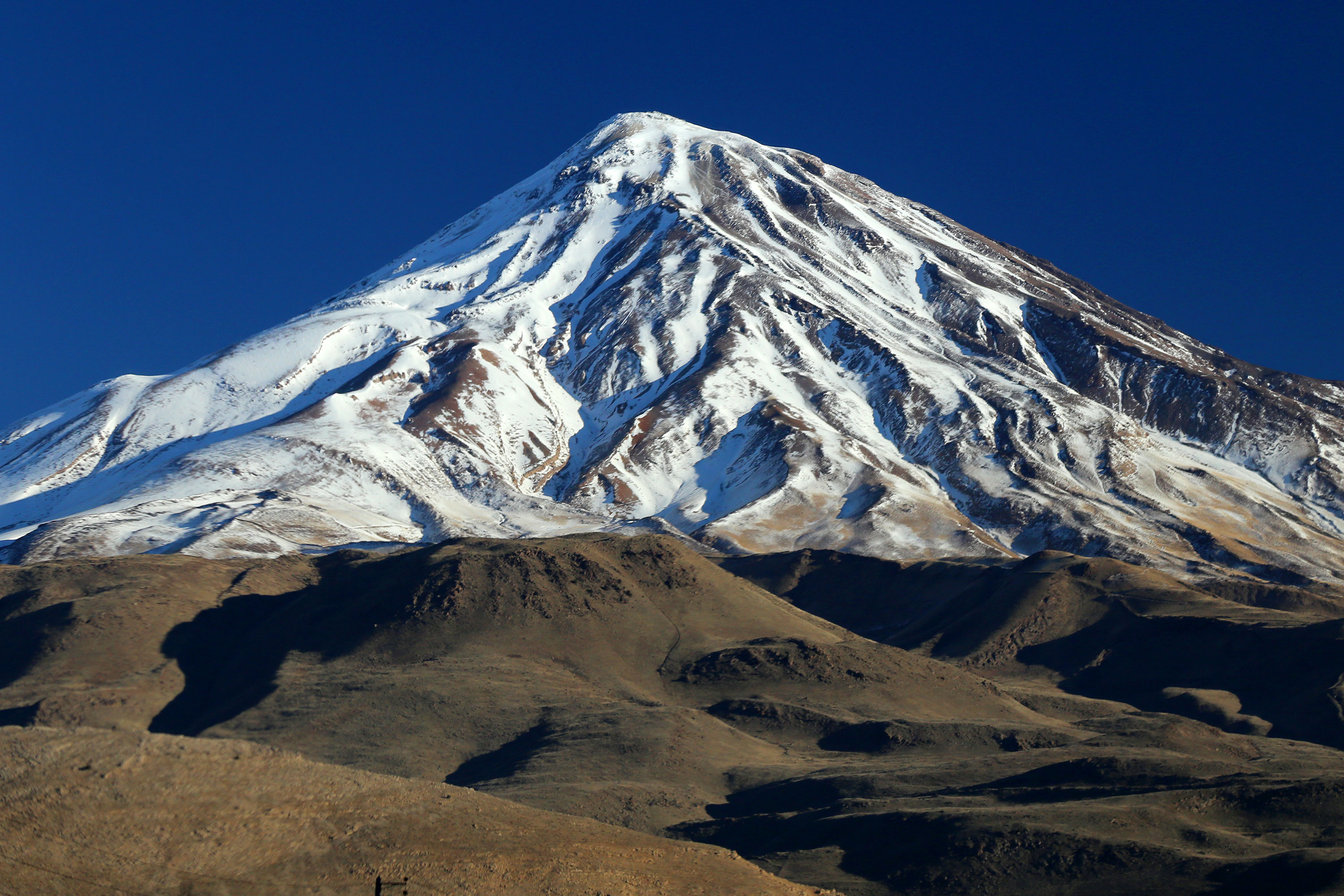
ダマヴァンド山、冬
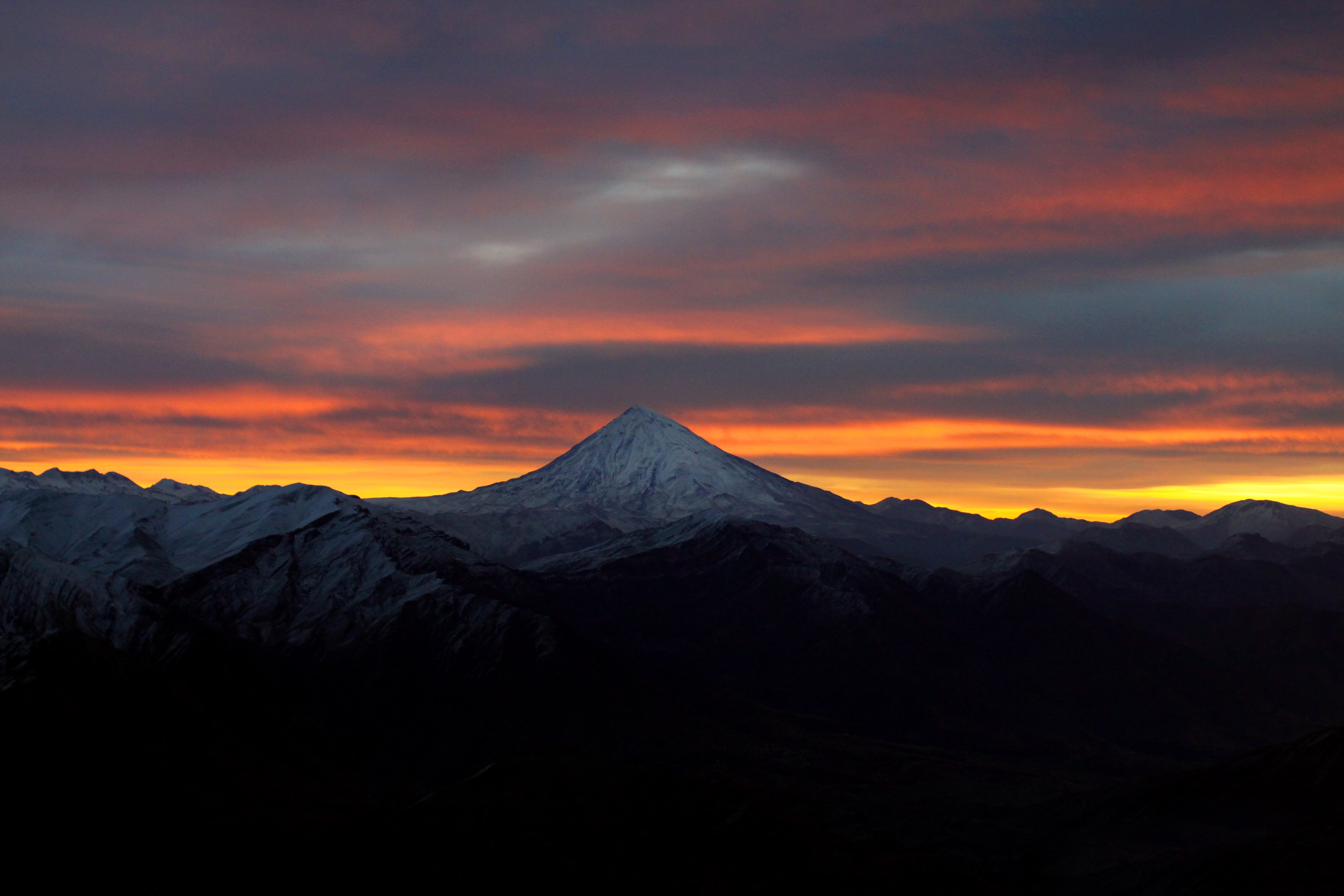
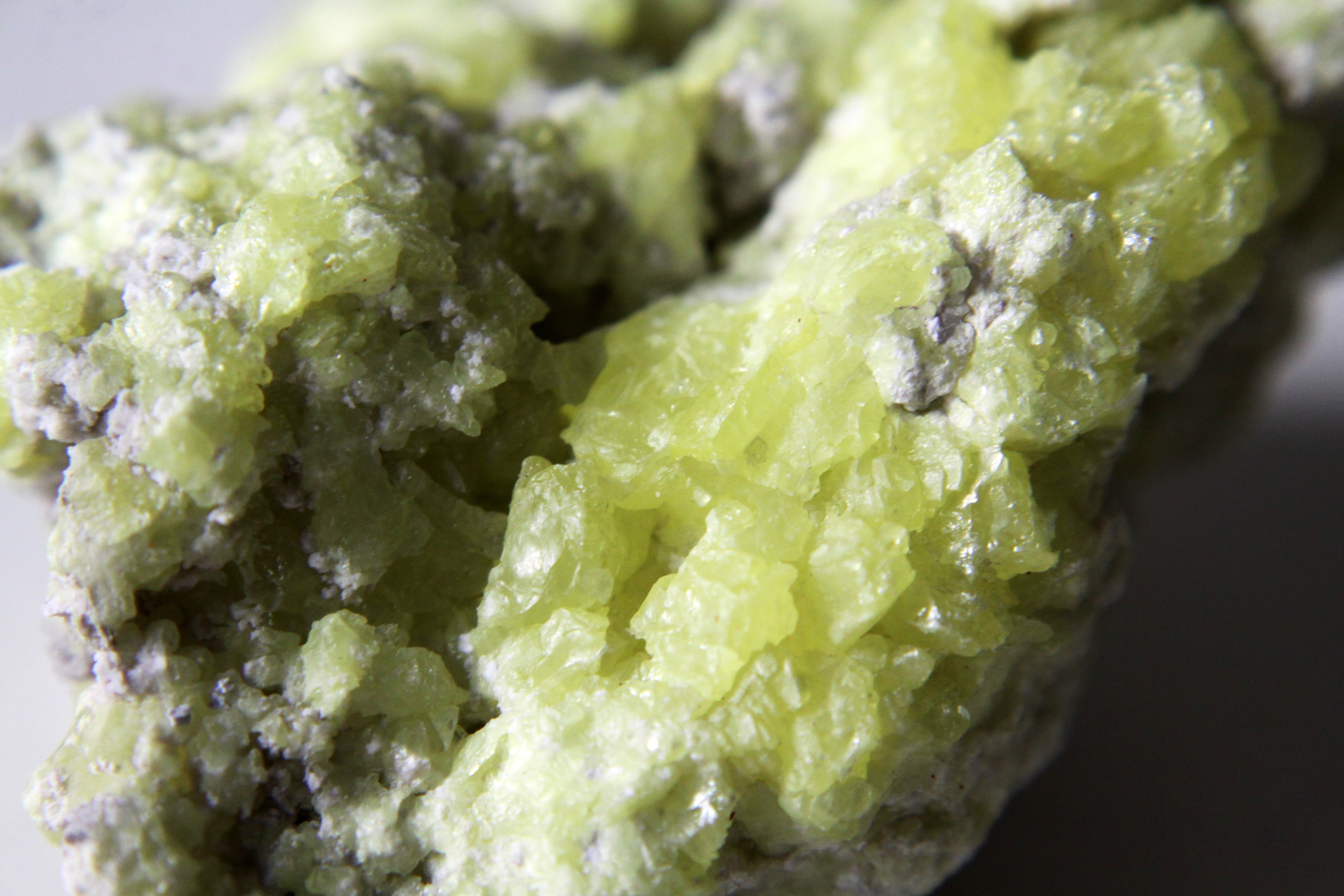
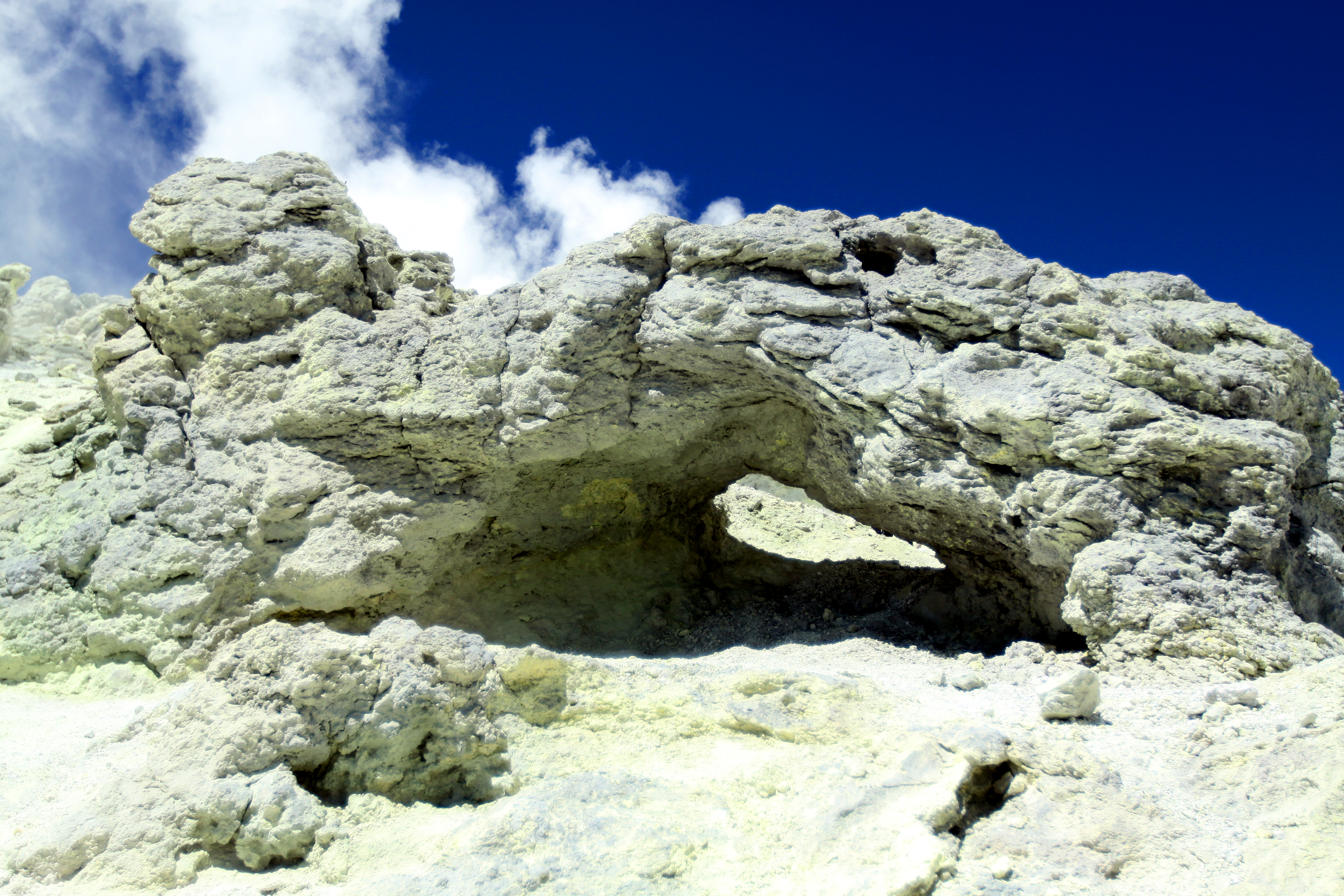